# Желябуга (деревня)
Желябуга — деревня в Залегощенском районе Орловской области России. Входит в состав Прилепского сельского поселения.

## География
Деревня находится в центральной части Орловской области, в лесостепной зоне, в пределах центральной части Среднерусской возвышенности, к востоку от автодороги 54К-108, на расстоянии примерно 17 км (по прямой) к северо-западу от посёлка городского типа Залегощь, административного центра района. Абсолютная высота — 255 м над уровнем моря.

### Часовой пояс
Деревня Желябуга, как и вся Орловская область, находится в часовой зоне МСК (московское время). Смещение применяемого времени относительно UTC составляет +3:00.

## Население
| 2010 |
| ---- |
| 33   |

### Половой состав
По данным Всероссийской переписи населения 2010 года, в гендерной структуре населения мужчины составляли 45,5 %, женщины — соответственно 54,5 %.

### Национальный состав
Согласно результатам переписи 2002 года, в национальной структуре населения русские составляли 98 % из 52 чел.